# Hiesberg
Hiesberg är ett berg i Österrike.   Det ligger i distriktet Melk och förbundslandet Niederösterreich, i den nordöstra delen av landet, 80 km väster om huvudstaden Wien. Toppen på Hiesberg är 423 meter över havet, eller 56 meter över den omgivande terrängen. Bredden vid basen är 0,64 km.
Terrängen runt Hiesberg är platt åt sydost, men åt nordväst är den kuperad. Närmaste större samhälle är Melk, 6,7 km norr om Hiesberg. 
I omgivningarna runt Hiesberg växer i huvudsak blandskog. Runt Hiesberg är det ganska tätbefolkat, med 75 invånare per kvadratkilometer.